# Patio

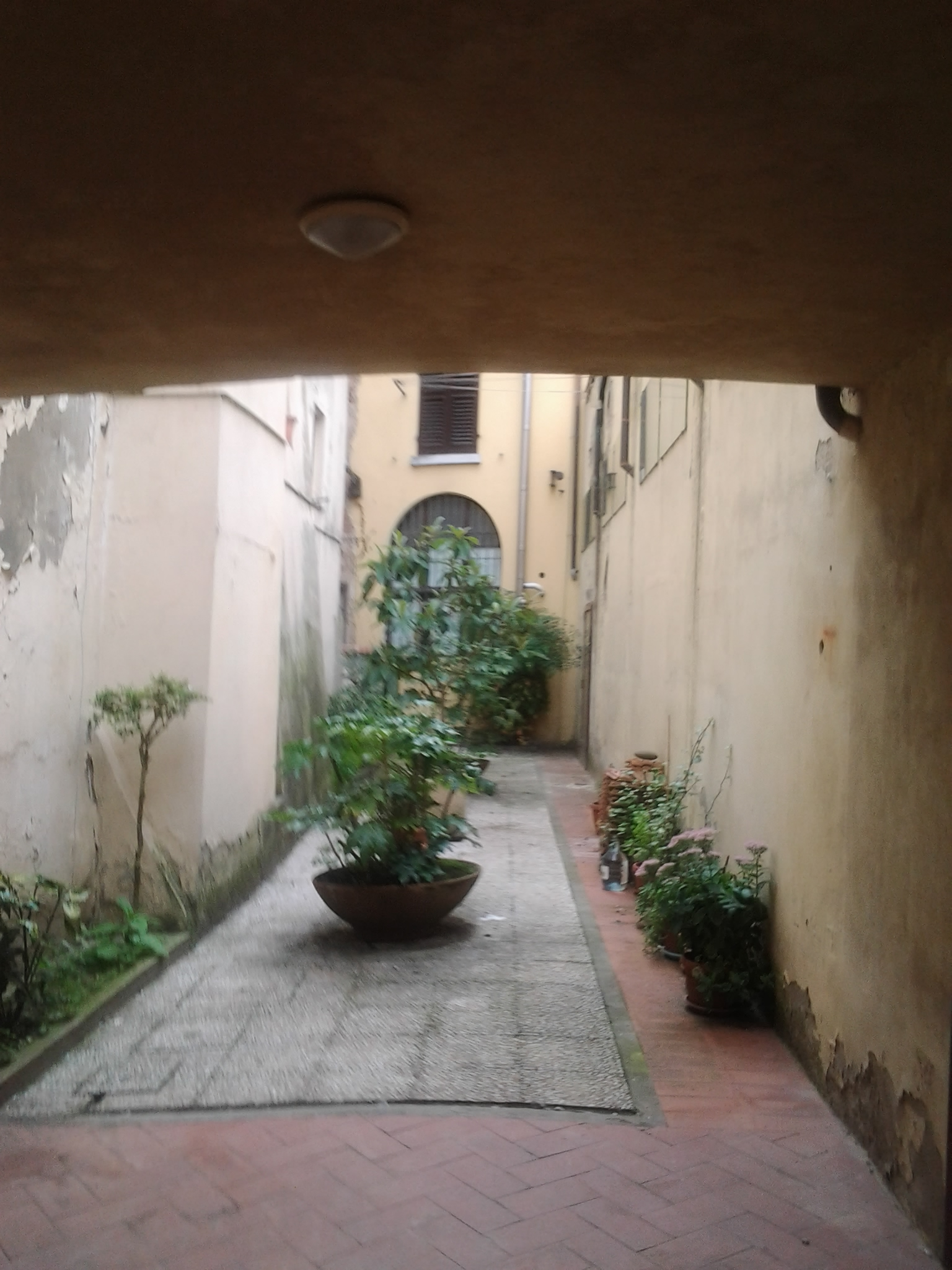
Patio in Montevarchi (AR), TOS, Italië

Een patio (Spaans: patio, vertaling: achtertuin of achterplaats) is een ommuurde tuin of binnenplaats van een huis of huizenblok. Bij een patio zijn de beslotenheid en het privékarakter van belang. Soms wordt bij moderne woningen een patio met grote raampartijen voorzien om meer natuurlijk licht in huis te krijgen.
In Australië en India is een patio veelal een balkon of een veranda die bescherming biedt tegen zon en regen.
In Perzië (Iran) wordt een patio in het Perzisch een hayat khalvat genoemd, wat vertaald kan worden als een kleine, stille privétuin.
In Nederland wordt een open koffiehoek op een kantoor ook wel met het woord patio aangeduid.

## Uitspraak
In het Nederlands wordt het woord vaak met een s uitgesproken: paatsio. De Spaanse uitspraak is zonder s.